# Campionati europei (manifestazione multisportiva)
I Campionati europei (European Championships) sono una manifestazione multisportiva che unisce ogni quattro anni i campionati europei di alcuni dei principali sport individuali: atletica leggera, nuoto, tuffi, ciclismo, ginnastica artistica, canottaggio e triathlon, con l'aggiunta del golf. Non vanno confusi coi Giochi europei, che comprendono molte più discipline e sono organizzati dai Comitati Olimpici Europei, sul modello dei Giochi olimpici.
L'edizione inaugurale del 2018 si è tenuta nelle città di Berlino, in Germania, e Glasgow, in Scozia (Regno Unito), tra il 2 e il 12 agosto.
I campionati europei di questi sport che si svolgono al di fuori del programma quadriennale (annuale per ciclismo, ginnastica artistica, canottaggio e triathlon; biennale per atletica leggera e sport acquatici) rimangono immutati.

## Storia
La European Athletics Association, la Lega europea del nuoto, l'Unione europea di ciclismo, la FISA e l'International Triathlon Union hanno accettato nel 2015 di organizzare i loro campionati singoli all'interno di un'unica manifestazione. Le singole federazioni e le città ospitanti organizzeranno i singoli campionati secondo un programma coordinato e un unico marchio comune, il «Marchio di un Campione», a forma di stella. I campionati inclusi sono i Campionati europei di atletica leggera, i Campionati europei di nuoto, i Campionati europei di ciclismo, i Campionati europei di canottaggio e i Campionati europei di triathlon oltre ai Campionati europei di ginnastica artistica e i nuovi Campionati europei di golf a squadre. Sia la ginnastica artistica che il golf hanno aderito formalmente alla manifestazione il 23 ottobre 2015.
L'European Championships Management, co-fondato da Paul Bristow e Marc Joerg, ha sviluppato il concept della manifestazione, gestendo e realizzando i Campionati per conto delle Federazioni partecipanti. L'Unione europea di radiodiffusione svolge un ruolo fondamentale, trasmettendo la manifestazione gratuitamente in tutta Europa in Eurovisione, raggiungendo un pubblico stimato in 1,03 miliardi di utenti. La manifestazione viene inoltre trasmessa in radio e su diverse piattaforme digitali.
La prima edizione si è svolta nel 2018: a Berlino si sono tenuti i campionati europei di atletica leggera, mentre Glasgow ha ospitato tutti gli altri. La competizione ha avuto inizio a Glasgow il 2 agosto.

## Edizioni

### Berlino-Glasgow 2018
Le federazioni sportive europee di atletica, sport acquatici, golf, ginnastica artistica, canottaggio e triathlon coordinano i loro campionati individuali all’interno della prima edizione, che si svolgerà dal 2 al 12 agosto 2018, nelle città di Berlino (già scelta per ospitare i Campionati europei di atletica leggera 2018) e Glasgow (già scelta per ospitare i Campionati europei di sport acquatici 2018 e che ospiterà anche le altre manifestazioni sportive).
Le federazioni e i campionati partecipanti sono:
- L'Associazione europea di atletica leggera, che organizza i Campionati europei di atletica leggera 2018 a Berlino, Germania.
- La Lega europea del nuoto, che organizza i Campionati europei di sport acquatici 2018.
- L’Unione europea di ciclismo, che organizza i Campionati europei di ciclismo, unendo i campionati di ciclismo su pista, ciclismo su strada, mountain biking e BMX.
- la FISA, che organizza i Campionati europei di canottaggio.
- La International Triathlon Union, che organizza i Campionati europei di triathlon 2018 e
- l’Unione Europea di Ginnastica, che organizza i Campionati europei di ginnastica artistica, entrambi a Glasgow, in Scozia.
- La PGA European Tour e la Ladies European Tour, che organizzano il Campionato europeo inaugurale di golf a squadre a Gleneagles, Scozia.

L’Unione europea di radiodiffusione (UER), l’ente che raggruppa i canali in chiaro europei, è il partner di teleradiodiffusione del campionato, che si stima genererà 2.700 ore di programmi. Per l’atletica leggera si stima un aumento del 20% degli indici di ascolto rispetto ai singoli Campionati europei di atletica leggera.
Tutti i principali canali in chiaro europei trasmetteranno i Campionati europei 2018. L’Unione europea di radiodiffusione, che detiene i diritti di trasmissione su tutte le piattaforme, ha confermato la copertura nei cinque mercati principali, BBC nel Regno Unito, ARD/ZDF in Germania, France Televisions in Francia, RAI in Italia e TVE in Spagna. Tra gli altri membri europei, che hanno aderito, figurano VRT (Belgio), HRT (Croazia), DR (Danimarca), YLE (Finlandia), RTÉ (Irlanda), NOS (Olanda), NRK (Norvegia), TVP (Polonia), SRG SSR (Svizzera) e SVT/TV4 (Svezia). La copertura è ottimizzata grazie a un accordo con Eurosport. In totale, più di 40 membri UER hanno firmato un accordo, a partire da aprile 2018.
Glasgow 2018 ha quattro partner ufficiali (People Make Glasgow, il Governo scozzese, Strathmore e SPAR) mentre Berlino 2018 ha cinque partner ufficiali (SPAR, Le Gruyère, Nike, Toyo Tires e Eurovision) con un altro livello di sostenitori ufficiali nelle due città ospitanti. Nel complesso, 24 aziende hanno dato la loro adesione a sostegno della manifestazione inaugurale.
Tra il 2 e il 12 agosto, 1.500 atleti circa competono ai Campionati europei di atletica leggera di Berlino, mentre nello stesso periodo più di 3.000 atleti prendono parte agli altri campionati che si tengono a Glasgow. Ogni Campionato europeo viene organizzato dalla rispettiva federazione e dalla città ospitante.
Il nuoto si tiene al Tollcross International Swimming Centre, mentre il nuoto sincronizzato allo Scotstoun Sports Campus, i tuffi alla Royal Commonwealth Pool di Edimburgo e il nuoto di fondo al Loch Lomond.
L'atletica leggera si svolge all'Olympiastadion di Berlino tra il 7 e il 12 agosto.
Il ciclismo mette insieme per la prima volta le sue quattro discipline olimpiche di ciclismo su strada, ciclismo su pista, mountain biking e BMX, che si svolgeranno al Sir Chris Hoy Velodrome di Glasgow, sulle strade di Glasgow, nei percorsi per Mountain Bike Cathkin Braes e sulla nuova pista per BMX con standard olimpici costruita in città.
La ginnastica artistica si tiene alla SSE Hydro, che già aveva ospitato i Campionati mondiali di ginnastica artistica 2015. I nuovi Campionati di golf a squadre si tengono invece a Gleneagles, dove si era svolta la Ryder Cup 2014.
Sia il canottaggio che il triathlon si svolgono allo Strathclyde Country Park.

### Monaco di Baviera 2022
La seconda edizione dei Campionati europei si tiene dall'11 al 21 agosto 2022 a Monaco di Baviera. Rispetto alla prima edizione, non fanno parte del programma dell'evento i Campionati europei di nuoto, che si tengono contemporaneamente a Roma.

### Riepilogo
| Anno | Città ospitante   | Paese ospitante | Date         | Sport                                                                  | Manifestazioni | Nazioni | Atleti | Siti di gara                                                                        |
| ---- | ----------------- | --------------- | ------------ | ---------------------------------------------------------------------- | -------------- | ------- | ------ | ----------------------------------------------------------------------------------- |
| 2018 | Berlino           | Germania        | 2-12 agosto  | Atletica leggera                                                       | 50             | 49      | 1500   | Olympiastadion Porta di Brandeburgo                                                 |
| 2018 | Glasgow           | Regno Unito     | 2-12 agosto  | Sport acquatici - Nuoto - Tuffi - Nuoto sincronizzato - Nuoto di fondo | 72             | 48      | 1072   | Tollcross Royal Commonwealth Pool Scotstoun Sports Campus Loch Lomond               |
| 2018 | Glasgow           | Regno Unito     | 2-12 agosto  | Ciclismo - Su pista - Su strada - Mountain bike - BMX                  | 30             |         | 1055   | Sir Chris Hoy Velodrome Pista per mountain bike Cathkin Braes Pista BMX Knightswood |
| 2018 | Glasgow           | Regno Unito     | 2-12 agosto  | Golf                                                                   | 3              | 15      | 64     | Gleneagles                                                                          |
| 2018 | Glasgow           | Regno Unito     | 2-12 agosto  | Ginnastica - Ginnastica artistica                                      | 12             |         | 311    | SSE Hydro                                                                           |
| 2018 | Glasgow           | Regno Unito     | 2-12 agosto  | - Canottaggio                                                          | 18             | 32      | 600    | Strathclyde Country Park                                                            |
| 2018 | Glasgow           | Regno Unito     | 2-12 agosto  | - Triathlon                                                            | 3              |         | 180    | Strathclyde Country Park                                                            |
| 2022 | Monaco di Baviera | Germania        | 11-21 agosto | Atletica leggera                                                       |                |         |        | Olympiapark Olympiastadion                                                          |
| 2022 | Monaco di Baviera | Germania        | 11-21 agosto | Ciclismo - Su pista - Su strada - Mountain Bike - BMX                  |                |         |        | Olympiapark Messe München                                                           |
| 2022 | Monaco di Baviera | Germania        | 11-21 agosto | Ginnastica - Ginnastica artistica                                      |                |         |        | Olympiapark                                                                         |
| 2022 | Monaco di Baviera | Germania        | 11-21 agosto | Canottaggio                                                            |                |         |        | Regattastrecke Oberschleißheim                                                      |
| 2022 | Monaco di Baviera | Germania        | 11-21 agosto | Triathlon                                                              |                |         |        | Olympiapark                                                                         |
| 2022 | Monaco di Baviera | Germania        | 11-21 agosto | Arrampicata                                                            |                |         |        | Monaco di Baviera (centro città)                                                    |
| 2022 | Monaco di Baviera | Germania        | 11-21 agosto | Tennistavolo                                                           |                |         |        | Rudi-Sedlmayer-Halle                                                                |
| 2022 | Monaco di Baviera | Germania        | 11-21 agosto | Pallavolo - Beach volley                                               |                |         |        | Monaco di Baviera (centro città)                                                    |
| 2022 | Monaco di Baviera | Germania        | 11-21 agosto | Canoa/kayak - Canoa velocità                                           |                |         |        | Regattastrecke Oberschleißheim                                                      |

## European Championships Trophy

### Albo d'oro
| Edizione | Anno | Città ospitanti   | Paesi ospitanti      | Eventi | Periodo        | Podio      | Podio         | Podio  |
| Edizione | Anno | Città ospitanti   | Paesi ospitanti      | Eventi | Periodo        | Vincitrice | Seconda       | Terza  |
| -------- | ---- | ----------------- | -------------------- | ------ | -------------- | ---------- | ------------- | ------ |
| 1        | 2018 | Glasgow Berlino   | Regno Unito Germania | 187    | 2 – 12 agosto  | Russia     | Gran Bretagna | Italia |
| 2        | 2022 | Monaco di Baviera | Germania             | 176    | 11 – 21 agosto | Germania   | Gran Bretagna | Italia |

### Classifica
| Nazione  | Vittorie |
| -------- | -------- |
| Russia   | 1        |
| Germania | 1        |